# Antonio Aranda Mata
|  | Aquest article tracta sobre el militar madrileny. Si cerqueu el futbolista andalús, vegeu «Antonio Aranda (futbolista)». |

Antonio Aranda Mata (Leganés, 13 de novembre de 1888 - Madrid, 8 de febrer de 1979) va ser un militar espanyol que va combatre en la Guerra Civil espanyola en el bàndol revoltat, amb el grau de coronel el 1936 i de general el 1939. Va destacar en la defensa d'Oviedo durant el setge al qual va ser sotmesa la ciutat per les milícies mineres al començament de la guerra civil, i més tard al comandament del Cos d'Exèrcit de Galícia. Durant el franquisme va ser un conegut conspirador contra el règim.

## Biografia
Va néixer a Leganés el 13 de novembre de 1888. En 1901 va ingressar a l'Acadèmia d'Infanteria de Toledo. Va participar en les campanyes del Marroc com a capità d'Estat Major i en 1916 fou ascendit per mèrits de guerra a comandant. Després de la campanya de 1926 és ascendit a coronel.
Durant la Segona República Espanyola és destinat a la Primera Inspecció de l'Exèrcit fins a octubre de 1934, quan participa en la repressió de la Revolució de 1934. Posteriorment és nomenat comandant de la Brigada de Muntanya d'Astúries i governador militar d'Oviedo, càrrec des del qual el 20 de juliol de 1936 secunda la revolta contra la II República i fa detenir el governador civil Isidro Liarte Lausín, fet que va donar lloc al Setge d'Oviedo. Després de la ruptura del setge és nomenat general de brigada i passa a dirigir el cos d'exèrcit de Galícia fins a la fi de la Guerra Civil espanyola.

### Aranda, conspirador
El 1943 Aranda va ser arrestat sota l'acusació de conspirar contra Franco en favor d'una restauració monàrquica, però la seva condició d'heroi en la guerra li va permetre ser ràpidament alliberat. Segons documents desclassificats pel Servei Secret del Regne Unit, el llavors capità general de València va cobrar dos milions de dòlars del Regne Unit a través del banquer Joan March Ordinas per influir sobre el règim de Franco per tal que no entràs a la guerra al costat dels alemanys.
Posteriorment, el 1949, presidia un comitè interior de coordinació amb socialistes i llibertaris, la qual cosa va provocar, com a represàlia del règim contra ell, el seu pas a la reserva. Malgrat això, va seguir encapçalant la conspiració dels monàrquics a l'interior d'Espanya durant els primers anys cinquanta. L'any 1976, després de la mort de Franco, el rei Joan Carles I va atorgar-li el rang de tinent general. Va morir a Madrid el 8 de febrer de 1979.
Segons l'historiador anglès Paul Preston:
| «               | Aranda era el més enèrgic i cridaner dels conspiradors. Quan exercia el càrrec de governador militar de València va acabar disgustat per la corrupció policial, la repressió i les activitats incontrolades dels arribistes de Falange en el Ministeri de la Governació. […] Era notòriament indiscret, i el general Franco sabia que estava en contacte amb els britànics, com l'estava amb els alemanys. Se li atribuïen sentiments republicans, i no ocultava els seus contactes amb l'oposició antifranquista d'esquerres. Encara que es referia contínuament a un imminent cop, "la seva principal activitat consistia a parlar. Al final, els britànics el consideraven un cara-girada, indigne de tota confiança i sense lògica". | » |
| — Paul Preston. | |   |